# 卡拉OK

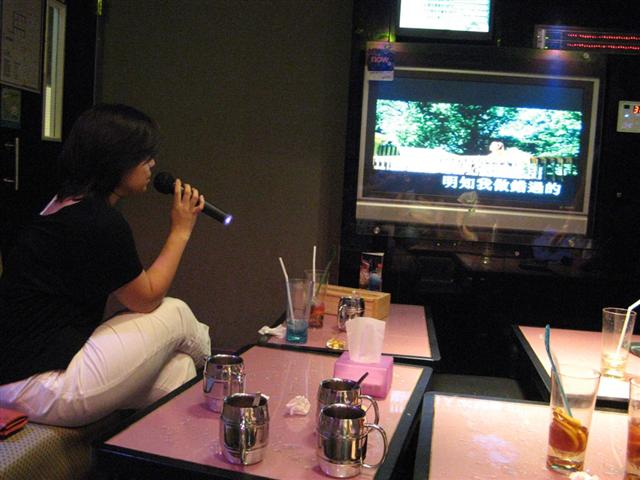
香港一间卡拉OK店的包厢（歌曲為衛蘭的《離家出走》）

卡拉OK（日語：カラオケ；英語：Karaoke），意譯為歌唱伴奏機、俗稱點歌機、K歌機、KTV，是一種互動娛樂性質的歌唱系統。運作方式通常是播放預錄在儲存裝置中沒有主唱人聲的音樂伴奏，經由電視螢幕同步播放有音樂視頻和節拍提示的顏色漸變歌詞，方便參與者邊看著歌詞邊持麥克風歌唱。卡拉OK服務會在部份的夜總會、酒吧和酒店提供，如今隨著發展也形成了專屬的包廂式卡拉OK店和k歌亭，亦或是全民K歌等社交網路類唱歌手機應用程式。

## 簡介
卡拉OK的名字源自於日文，其中卡拉是漢字「空」的訓讀，OK（オケ）則是管弦樂團（オーケストラ，源自英语）的諧音，合起來意指唱歌時沒有真正的樂隊伴唱，只有影音伴唱。但與華語圈的習慣相反，日本的卡拉OK厅并不播放原声原影的卡拉OK伴唱帶。JVC曾於1980年代在中國大陸以註冊產品商標。

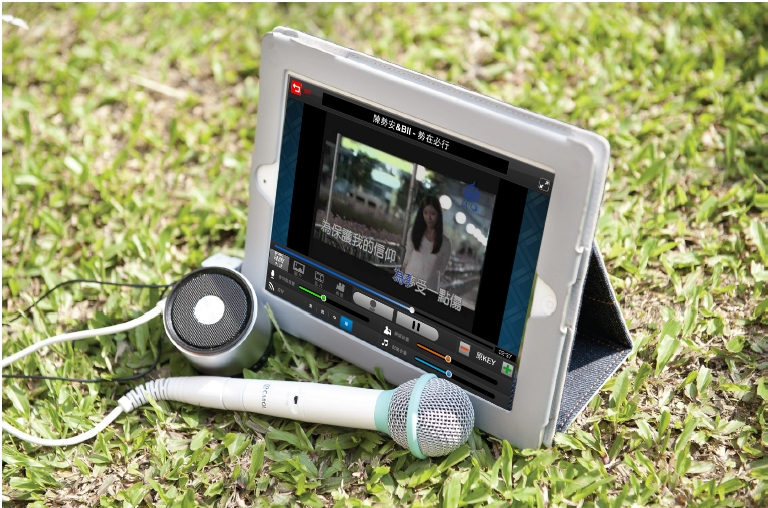
台灣的雲端行動 KTV APP，可以使用動圈式麥克風

## 歷史

### 1970年代
1971年，日本神戶市的音樂家井上大佑發明了第一部卡拉OK機器（另有說法為1967年日電工業的根岸重一最早销售，或是1968年浜崎厳）。

### 1990年代
卡拉OK面世之後，由於卡拉OK器材和伴唱器材的商業化，以及歌曲著作權等問題的阻礙，沉寂了很長時間，未能得以普及，而井上大佑也未能因發明卡拉OK得到專利權而獲利。
1980年代中後期，有選曲功能的CD音響存儲形式和VCD音影存儲形式的成熟，取代錄音錄影帶的捲帶搜索功能，卡拉OK才能得到實質性發展。
在日本大規模流行之後，很快，卡拉OK也在1989年傳到了東亞以及東南亞，接著傳到了世界的其他地方。
卡拉OK的發展普及，有賴於字幕VCD的大量生產。VCD生產線及技術當時由日本壟斷。簡體中文的卡拉OK用VCD碟的生產基地集中在台灣、香港、華南地區的合資工廠。
1989年中國大陸因反對資產階級自由化，卡拉OK器材和字幕VCD碟的生產和進口受到嚴格限制。時年6月天安门六四事件后，中國大陸面臨經濟制裁，進口停頓。1990年下半年開始，形勢漸漸改善。1991年以後，卡拉OK在中國大陸才有迅速發展的機會。

### 2010年代
隨著寬頻網路與手持設備的硬體更加成熟，利用雲端技術將卡拉OK網路化，透過手持設備即可下載影音伴唱檔案，使用者可以透過電腦、行動電話或是平板電腦，搭配KTV應用程式進行歌唱。
KTV APP與卡拉OK最大的相異之處，在於使用的麥克風差別，受限於電腦與手持設備僅提供小電容式的麥克風，因此收音效果無法與卡拉OK相比，卡拉OK所採用的收音設備為動圈式麥克風，電腦與手持設備必須透過動圈式麥克風轉接器，才能搭配動圈式使用，讓收音效果與卡拉OK一樣。
这一年代出现一种适合一到两人的K歌亭，可以部署在商场或其他场所。

### 2020年代
2023年1月，根據修訂的《中华人民共和国未成年人保护法》，中國大陸的KTV不允许未成年人进入。

## 卡拉OK店的運作
卡拉OK除了在日本本土非常流行之外，也進一步地推廣到其他許多地區，包括韓國、台灣、香港及中国大陆。1988年卡拉OK傳入香港並迅速發展。由於大批香港商人赴中國大陸地區投資經商，也將卡拉OK文化傳播開來。中國大陸第一間卡拉OK是1990年在海南省以中外合資形式出現。隨著翻版碟大量生產和音響器材走私進口，卡拉OK瞬間開遍中國大陸所有大中城市。並於1991年中起，向縣城以下地區發展，成為色情活動的主要場所，也有些發展成夜總會。
台灣有商人更進一步將卡拉OK結合當時市面上非常流行的MTV，而變成改良式包廂型態的卡拉OK，稱為「KTV」。KTV的概念在傳回日本本土後也逐漸受到歡迎，成為近年來主流的經營形式，稱為「卡拉OK包廂」（カラオケボックス）。
隨著互聯網以及Youtube、优酷、土豆网等媒體分享網站普及，有網民會把KTV片段放至網上，或為沒有卡啦OK字幕的MV加上字幕，甚至出現網上卡啦OK系統（如巨星、全民K歌、酷我K歌、呱呱K歌伴侣、爱吼网、哆来咪发KTV、K米网、爱卡拉、爱唱久久、CarolOK雲端行動KTV等）。但此類作法大都違反了著作權法規或是遊走於合法邊緣。
另外大型卡拉OK店與投幣式卡拉OK店兩者間的消費價位相差甚距，最主要的原因是房間裝潢設計的質感、歌曲的新鮮度與客人歌唱音量彼此間的干擾程度，大型卡拉OK店偏向多機密閉式裝潢，投幣式卡拉OK店偏向單機半開放式廣場。

### 香港
在香港，1988年開始，有伴唱女郎的卡拉OK迅速發展並取代夜總會，成為夜生活的主要形式，改編自台灣歌手黃鶯鶯《只有分離》，由方麗盈主唱的《傷感雨天》是第一首正式歸類為K歌的作品。近年卡拉OK幾乎操控了全港的流行音樂的品味，形成香港人俗稱的「K歌文化」，即大部份歌曲皆為卡拉OK量身訂做，音域遷就大眾避免極端高音；事實上，近年香港絕大部份流行歌曲都先被安排在卡拉OK盒子讓顧客試唱，然後才安排在大眾媒體上播放。直至2005年，這個情況才因香港「卡拉OK盒子」市場的發展到達極限，以及獨立音樂、政治諷刺歌曲和其他非主流音樂開始隨著寬頻網際網路發達而有所改變。
香港加州紅於黃埔的Yo-Park也曾提供同時提供一般包廂式唱K，及少量投幣式單機卡拉OK，又提供表演場地予非主流音樂，但隨著被Neway收購而消失。
近年香港的卡拉OK開始著重食物質素，推出和其他餐廳價錢相約之K-Lunch（午膳時段）及K-Buffet（卡拉OK 同時享用自助餐），款式也貼近市場其他口味，例如壽司、刺身、火鍋、朱古力噴泉、西式甜品等，務求和其他餐廳競爭。

### 台灣
台灣1989年錢櫃於台北開立第一家KTV，而後經由歌手專輯搭配拍攝MV及歌唱帶的方式，進行播放傳播，後續更有好樂迪開發新型點歌系統加入台灣市場，變成朋友、家人聚會常約場所。
在台灣約2000年開始，製作人歌曲若在電視媒體、街頭演藝、網路試聽反應口碑不錯，會先賣版權至大型卡拉OK店，如錢櫃KTV、好樂迪供民眾團聚歌唱；若該歌曲市場漸趨冷淡才會下賣到投幣式卡拉OK主機供應商並再轉賣小型餐館供民眾點播歌唱。

## 著名的連鎖卡拉OK店

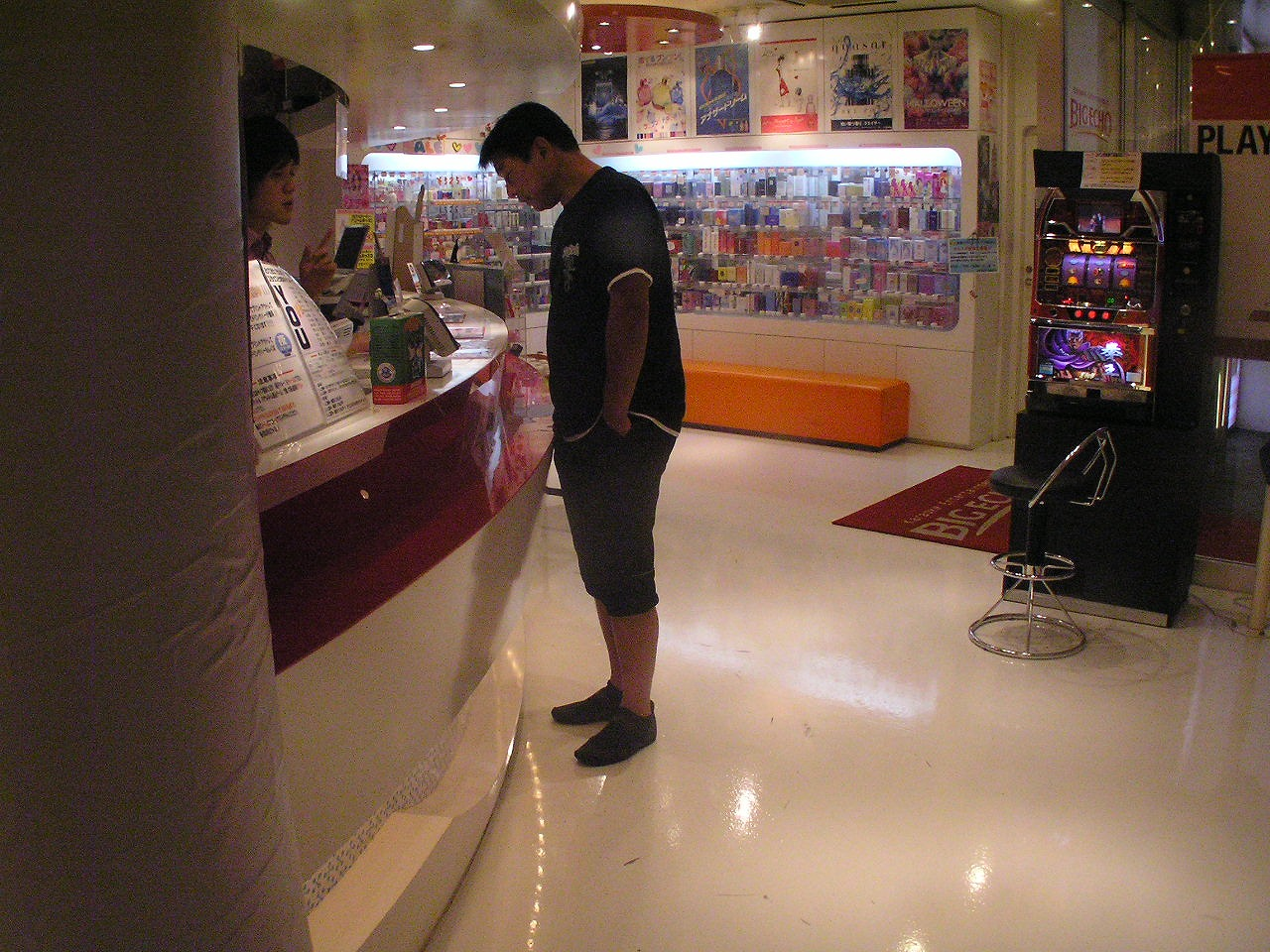
日本的卡拉OK店

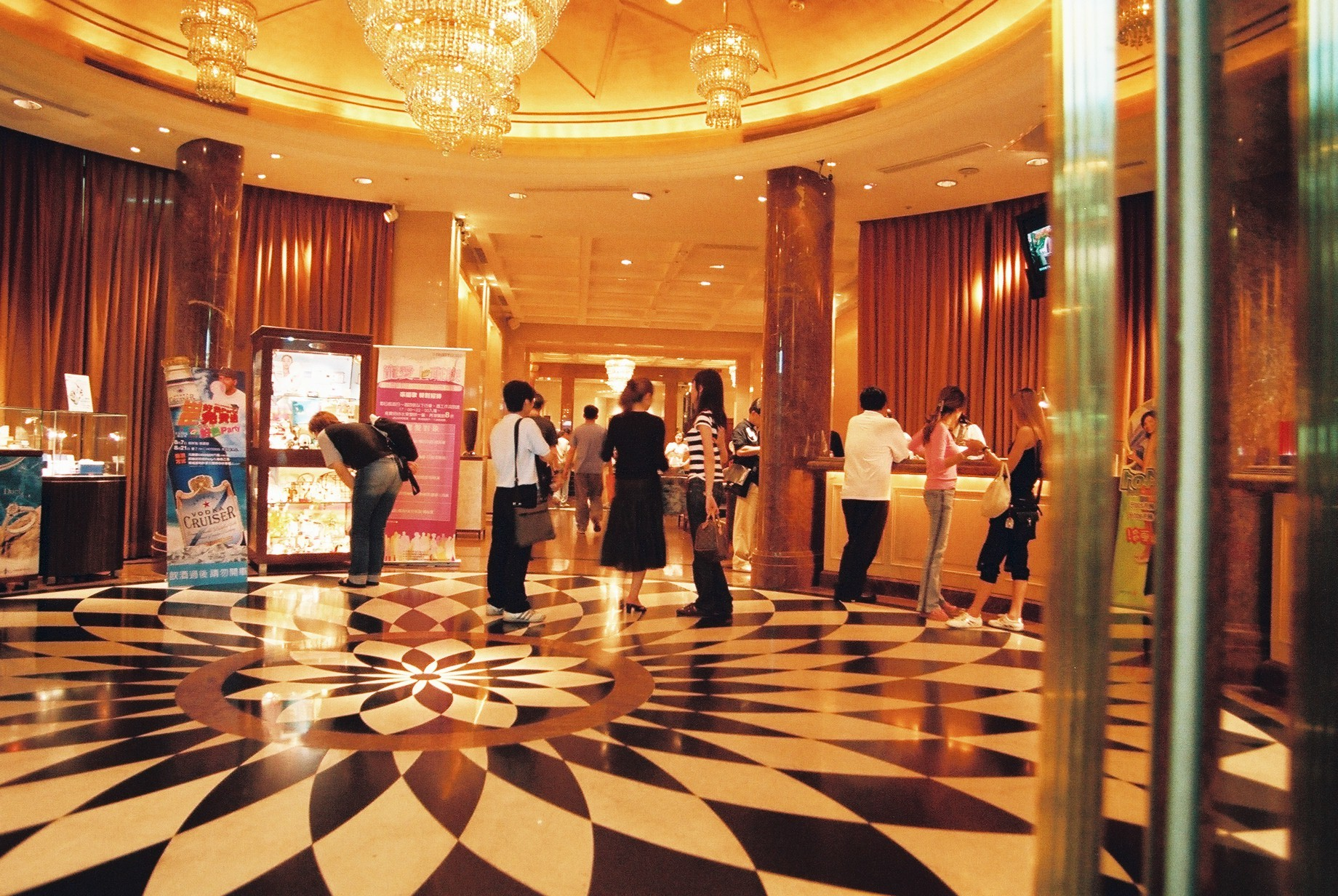
台北錢櫃PartyWorld忠孝店的入口

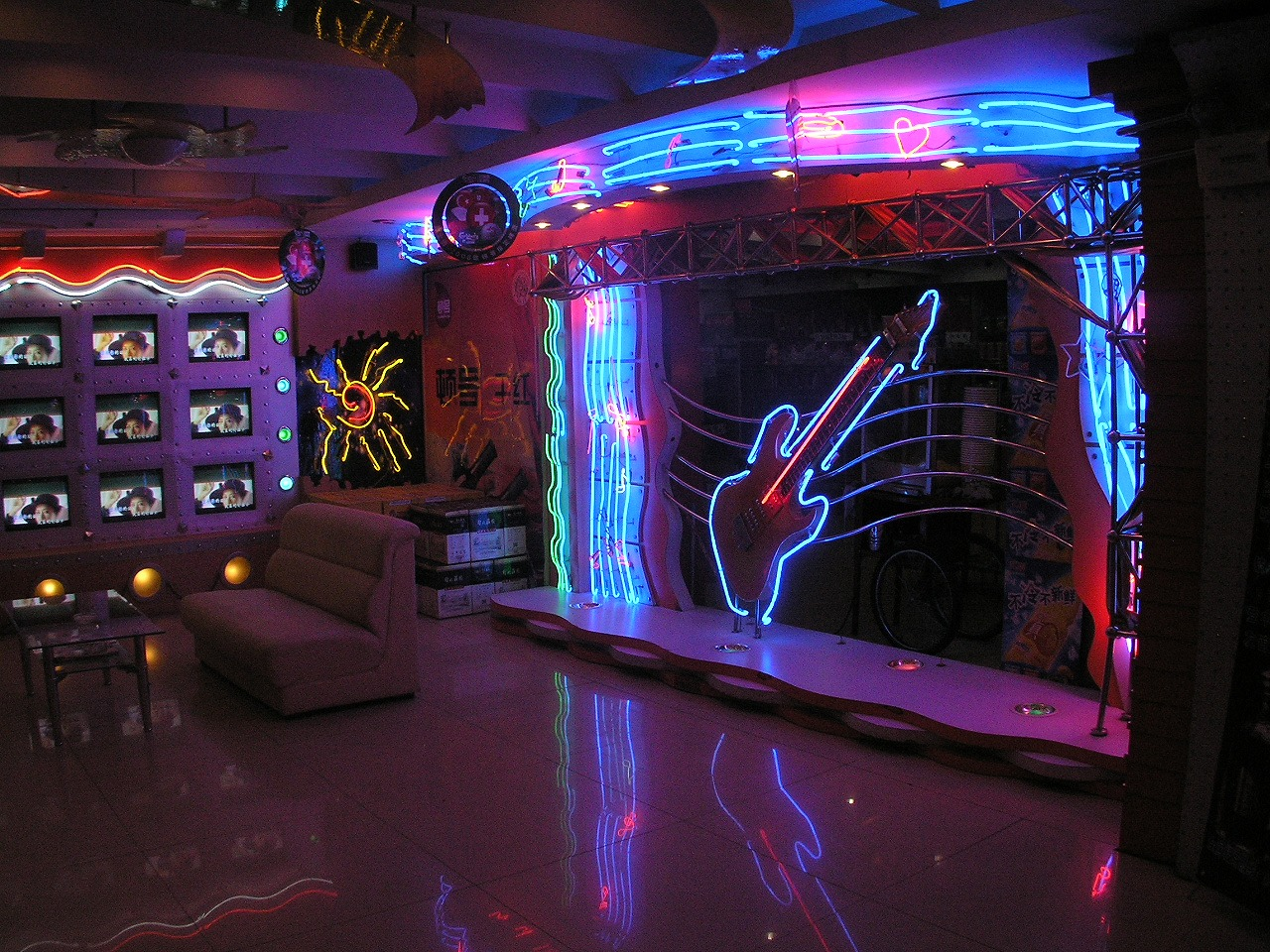
哈尔滨一家卡拉OK店的入口

### 日本
- 必愛歌（ビッグエコー，Big Echo）

### 台灣
- 錢櫃KTV
- 好樂迪
- 賓士KTV
- 超級巨星自助式KTV
- 凱悅yes KTV
- 星聚點（KTV）
- 銀櫃KTV
- 笑傲江湖（KTV）
- 享溫馨（KTV）
- U2KTV
- 星光大道KTV
- 同學匯KTV
- 歌喉讚KTV
- 聚唱KTV

### 香港
- Neway
- 加州紅：已被Neway收購
- 紅人派對（Red Mr）
- Big Echo （已結業）
- 新一代 （已結業）
- Top One
- 前衛
- 創藝
- 活力

### 中國大陸
- 纯K
- 糖果KTV
- 好乐迪
- 欢乐迪
- 麥樂迪
- 游歌KTV（BMB）
- Neway
- K米
- 温莎KTV

### 馬來西亞
- Redbox
- Neway
- 大嘴叭 LOUD SPEAKER